# Magdalena Stysiak

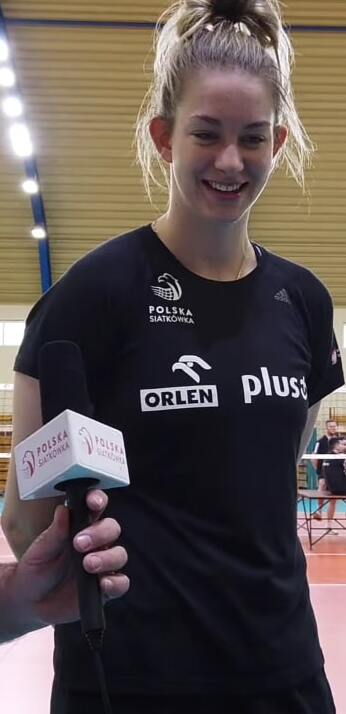
Magdalena Stysiak reprezentantką Polski w 2019 roku

Magdalena Stysiak (ur. 3 grudnia 2000 w Turowie) – polska siatkarka, reprezentantka kraju, grająca na pozycji atakującej lub przyjmującej. 
Jej starszy o dwa lata brat Tomasz Stysiak, również grał zawodowo w siatkówkę w takich klubach jak Siatkarz Wieluń i SMS PZPS Spała, lecz po operacji kręgosłupa zaniechał czynnego uprawiania sportu. Tomasz ma 206 cm wzrostu i od 2022 pracuje jako policjant.
Jedną z jej pasji pozasportowych jest gotowanie. Najbardziej lubi kuchnię włoską i owoce morza. Posługuje się trzema językami obcymi: angielskim, włoskim i serbskim.
W ekstraklasie siatkarek zadebiutowała w wieku niespełna 16 lat – 13 listopada 2016 roku, w meczu z KSZO Ostrowiec Świętokrzyski (3:1). Później została wypożyczona do SMS Police, z którym sięgnęła po brązowy medal mistrzostw Polski juniorek.
We wrześniu 2018 wystąpiła na mistrzostwach Europy juniorek (U–19), które rozegrano w Albanii. Polki wywalczyły brązowy medal, a Stysiak odebrała nagrodę dla najlepszej atakującej.
W 2023 roku reklamowała sieć komórkową Plus.
W 2. tygodniu Ligi Narodów 2024 rozgrywanym w amerykańskim mieście Arlington w meczu przeciwko reprezentacji Niemiec reprezentantka Polski popisała się piłkarskim zagraniem tuż przy trybunach kibiców.
6 lutego 2025 roku podczas treningu jako zawodniczka Fenerbahçe Stambuł doznała kontuzji złamania piątej kości śródręcza lewej ręki.

## Kariera klubowa
| Kariera juniorska | Kariera juniorska                   | Kariera juniorska | Kariera juniorska | Kariera juniorska | Kariera juniorska | Kariera juniorska | Kariera juniorska | Kariera juniorska | Kariera juniorska | Kariera juniorska |
| ----------------- | ----------------------------------- | ----------------- | ----------------- | ----------------- | ----------------- | ----------------- | ----------------- | ----------------- | ----------------- | ----------------- |
| Sezon             | Klub                                |                   |                   |                   |                   |                   |                   |                   |                   |                   |
| 2014/2015         | Siatkarz Wieluń                     |                   |                   |                   |                   |                   |                   |                   |                   |                   |
| 2015/2016         | SMS PZPS Szczyrk                    |                   |                   |                   |                   |                   |                   |                   |                   |                   |
| 2016/2017         | Chemik Police (Młoda Liga)          |                   |                   |                   |                   |                   |                   |                   |                   |                   |
| 2017/2018         | SMS Police                          |                   |                   |                   |                   |                   |                   |                   |                   |                   |
| Kariera seniorska |                                     |                   |                   |                   |                   |                   |                   |                   |                   |                   |
| 2018/2019         | Chemik Police (do 21.12.2018)       |                   |                   |                   |                   |                   |                   |                   |                   |                   |
| 2018/2019         | Grot Budowlani Łódź (od 30.01.2019) |                   |                   |                   |                   |                   |                   |                   |                   |                   |
| 2019/2020         | Savino Del Bene Scandicci           |                   |                   |                   |                   |                   |                   |                   |                   |                   |
| 2020/2021         | Savino Del Bene Scandicci           |                   |                   |                   |                   |                   |                   |                   |                   |                   |
| 2021/2022         | Vero Volley Monza                   |                   |                   |                   |                   |                   |                   |                   |                   |                   |
| 2022/2023         | Vero Volley Monza                   |                   |                   |                   |                   |                   |                   |                   |                   |                   |
| 2023/2024         | Fenerbahçe Stambuł                  |                   |                   |                   |                   |                   |                   |                   |                   |                   |
| 2024/2025         | Fenerbahçe Stambuł                  |                   |                   |                   |                   |                   |                   |                   |                   |                   |
| 2025/2026         | Eczacıbaşı Dynavit Stambuł          |                   |                   |                   |                   |                   |                   |                   |                   |                   |

## Sukcesy klubowe
Mistrzostwa Polski juniorek:
- 2018

Liga polska:
- 2019

Liga włoska:
- 2022[16], 2023[17]

Puchar Turcji:
- 2024[18], 2025[19]

Liga turecka:
- 2024[20]
- 2025[21]

Superpuchar Turcji:
- 2024[22]

## Sukcesy reprezentacyjne
Mistrzostwa Europy Juniorek:
- 2018

Volley Masters Montreux:
- 2019

Liga Narodów:
- 2023, 2024[23], 2025[24]

## Nagrody indywidualne
- 2018: Najlepsza atakująca Mistrzostw Europy Juniorek[25]
- 2020: Najlepsza przyjmująca Europejskiego Turnieju Kwalifikacyjnego do Letnich Igrzysk Olimpijskich 2020
- 2023: Najlepsza skrzydłowa Mistrzostw Europy[26]